# 牟岐城
牟岐城（むぎじょう）は、徳島県海部郡牟岐町にあった日本の城。

## 歴史
築城年代は定かではないが元亀（1570年～1573年）年間に牟岐大膳允により築城されたと云われる。 天正3年(1575年)に海部城が土佐国の長宗我部元親に攻め落とされると、人質を出して降伏した。天正10年(1582年)に中富川の戦いが行われた際、牟岐右京進が長宗我部勢として参加。天正13年(1585年)に豊臣秀吉の四国攻めのあと廃城になったと考えられている。